# 황쯔타오
황쯔타오(1993년 5월 2일 ~)는 중국의 래퍼이다. EXO의 일원으로 활동할 당시에는 타오라는 예명을 사용했으며, 현재는 Z.TAO라는 예명을 사용하고 있다.

## 생애
1993년 5월 2일 중국 산둥 성 칭다오 시에서 태어났다. 우슈를 십여 년간 연마했으며, 지역의 여러 경연 대회에도 참여했다. 2012년 보이그룹 EXO의 멤버로 데뷔하였다.

## 논란

### EXO탈퇴 논란
2015년 4월 22일 타오의 아버지가 SM 엔터테인먼트에 타오의 EXO 탈퇴를 요구했다.
타오는 2015년 1월 예능 프로그램 촬영 중 다리 부상을 당해 EXO의 두 번째 단독 콘서트에서 안무를 할 수 없었으며 신곡 'Call Me Baby'의 활동은 엠 카운트다운에서의 첫 무대만 설 수 있었다. 타오의 아버지는 타오가 치료 시기를 놓쳤다고 주장하였으며 같은 중국인 멤버 레이에게만 중국에 1인 기획사를 세워주는 것도 불만이었다고 한다. SNS 상의 글에는 타오가 자신의 생각에 동의하지 않는다고 안타까워했지만 23일 중국 매체와의 인터뷰에서 아들이 효심과 부상 치료를 위해 아버지의 뜻에 동의했다고 답하였다. 하지만 SM은 타오의 방송 활동을 쉬게 하며 충분한 휴식을 취하게 했고, 타오 역시 이 기간에 놀이공원으로 놀러 가는 등 회사에서 건강이 중요한 아이돌 멤버의 치료를 방치했는지는 의문이다. 심근염, 불면증 증세를 각각 호소했던 다른 중국인 멤버들인 크리스와 루한이 탈퇴 후 개인 활동을 통해 금세 회복했던 전례를 보았던 팬들도 이에 회의적이다.
당일 SM은 타오 부자와 협상을 하고 있다고 입장을 발표했다. 하지만 타오는 아버지가 SNS 상에 탈퇴 촉구 글을 올린 날 아버지의 계정을 팔로잉한 점, 탈퇴에 동의했다는 아버지의 인터뷰 이후에 이를 부정하지 않고 침묵을 지키고 있다는 점에서 탈퇴는 확실시되었던 셈. 이전에 크리스가 탈퇴했던 때에나 자신의 탈퇴 소문이 불거졌을 때에는 적극적으로 SNS 상에서 입장 표명을 하며 크리스를 배신자라 칭하던 타오가 정작 1년도 안 되어 탈퇴를 준비하고 있었다는 사실에 팬들은 큰 충격과 배신감을 느꼈다.
4월 26일, 마침내 타오가 자신의 SNS에 미안하고 고마웠다고 글을 올렸다.
이후 시나 웨이보 프로필의 현재 주소지를 해외에서 칭다오로 변경하고 타이틀도 'EXO-TAO'에서 본인의 이니셜인 'H.Z TAO'로 바꾸며 들고 있는 팬 클럽을 찍은 배경 사진까지 내리는 등의 행적으로 사실상 탈퇴가 기정사실화된 상태. '나는 과거를 그리워하지만, 미래를 더 기대하고 있다.'라는 한 줄 소개글을 웨이보에 올렸고 사인에서도 EXO란 단어도 삭제되었다.
이후 공식 발표나 입장 표명은 하지 않았으나 치료, 유학 차원이라며 미국으로 출국하자 대다수의 팬들도 등을 돌렸고 이 여파는 정규 2집 "EXODUS" 앨범의 타오 버전 생산 중단 및 리패키지 'LOVE ME RIGHT' 활동 불참으로까지 이어졌다.
이후 공개된 타오의 광고 영상에서 높다란 펜스를 넘거나 높게 점프를 하는 모습을 보면 절대로 치료 시기를 놓친 환자가 아니다.
중국 현지 언론은 타오가 스마트폰 게임 행사에 참석한 것에 대해 발목 부상은 큰 문제가 없어 보인다고 보도하며 타오의 몸값이 억대에 달할 것이라고 예측했다. 크리스와 루한도 탈퇴와 소송을 전후하여 자신들이 병원 간 모습을 언론과 SNS 상에 노출시킨 다음, 정작 중국 개인 활동에서 건강한 모습을 보였는데 타오 역시 같은 수순을 밟고 있다.
7월 23일 솔로 앨범의 전곡이 공개되었는데, 타오가 직접 작사한 가사 때문에 논란이 일었다. 이에 대하여 '낭비했던 시간'보다는 '잃어버린 시간'에 가깝다는 반론이 있지만, 어느 쪽으로 해석하건 이전의 시간이 무의미하다는 의미로 해석되는 건 매한가지다. 타오는 자신의 SNS를 통해 자신의 솔직한 마음을 가사에 직접 담았다고 밝혔고 실제로 타오의 작사진에는 타오의 이름이 포함되어 있다. 게다가 "One Love? 어디에 있나?"라는 가사가 EXO의 구호인 "We are One!"과 "EXO 사랑하자!"를 연상시키고, 전반적인 분위기와 후에 언급되는 '시곗바늘' 때문에 전혀 EXO와 연관이 없다는 의견은 설득력이 없다. 무엇보다도 같은 날 멤버 찬열이 "많이 힘들고 화도 많이 나고 답답하죠? 우리가 안아 줄 거고 우리가 위로해 줄게요. 그러니깐 우리 믿고 항상 좋은 것만 보고 좋은 말만 해요. 앞으론 제가 했던 말 기억하죠? 맘 편히 사랑만 할 수 있게 해 줄게요."라는 글을 게재하며 팬들을 위로했던 점 또한 팬들의 이러한 비난 여론을 예상한 대처였기 때문에 이 점이 더 부각될 수밖에 없는 상황이다.
이후 유튜브에 게시된 타오의 솔로 미니 앨범의 뮤직 비디오가 SM 측의 저작권 침해 주장으로 차단되었다. 일부 타오 팬들이 유튜브는 누구나 저작권 침해를 제기할 수 있다며 타오를 감쌌지만, 해당 유튜브 채널에는 "This video is no longer available due to a copyright claim by SM Entertainment.(이 동영상은 SM 엔터테인먼트의 저작권 청구로 더 이상 볼 수 없습니다.)"라는 영문이 분명히 명시되어 있다. 그러나 2015년 11월 24일에 개설된 타오 공작실 공식 유튜브 채널에는 현재 타오 측에서 업데이트한 뮤비들이 차단되지 않은 채로 계속 게시된 상태이다.
8월 10일 EXO 무단 탈퇴와 이후 불거진 논란들에 대한 해명이 주를 이룬 중국 매체와의 인터뷰가 공개되었는데, 인터뷰 중 눈물까지 흘려 가며 "그가 나를 용서해 줄 수 있을지 모르겠다. 그가 당시 내가 올린 글을 생각할까 봐 겁난다. 당시에는 정말 충동적이었다. 지금의 나라면 크리스의 당시 선택을 응원해 줬을 것이다. 그가 다 잘 되길 바란다. 그가 내 생각을 들어 주길 바란다."라고 크리스에게 진심으로 사과의 뜻을 밝혔다. 아울러 루한과도 연락을 자주 한다고 한다. 당연히 EXO 팬덤의 반응은 최악을 밑돌고 있다. 그나마 조용히 타오를 응원하던 개인 팬마저도 이젠 제발 추억 팔이 좀 그만하라는 비난이 많다. 타 아이돌 팬들조차 크리스보다도 EXO 멤버들과 팬들에게 사과해야 하는 것이 아니냐며 타오의 이기적 행보를 비난했다. 게다가 타오의 사과를 받은 당사자인 크리스마저도 이후 중국 인터뷰에서 타오의 사과에 대한 질문을 받았을 때 예전에 다른 EXO 멤버에 관한 질문을 받았을 때는 웃어 넘겼던 것과는 달리 크리스 본인은 입술을 삐죽거리며 고개를 돌리고 무시했다.
결국 2015년 8월 24일, 타오 측은 SM을 상대로 전속 계약 소송을 제기했다.
2016년 1월 6일, 소송에서 패소했다는 결과가 나왔다는 한국 언론 기사가 떴지만 중국 법원에 의하면 1심 판결은 나왔지만 현재 항소 기간이며 법적 효력은 없다고 한다. 계약 해지 소송이 아니라 가불금 소송이다. 타오 공작실 측은 2015년 5월 미국행으로 한국에 세금을 납부할 수 없어서 SM이 대납한 가불금, 즉 세금 대납금에 대한 것이다. 이후에 타오 공작실 측에서 서면으로 세금의 총액과 계좌 번호를 다섯 차례 이상 요구했지만 알려주지 않았다고 밝혔다.
7월 21일 타오에 앞서 먼저 SM에 계약 해지 소송을 제기한 크리스와 루한이 소속사와의 합의를 통해 SM에 복귀하였고 EXO에서 공식적으로 탈퇴하였다. 크리스는 본명인 우이판으로 활동할 예정이다.
2018년에는 중국 법원에서 계약 위반 소송에 대해 SM이 항소심에서 패소했다고 했지만 SM 측에서는 중국에서 제작한 한 개의 앨범 활동에 대한 소송이 전속 계약과는 무관한 소송이라고 입장을 밝혔다.
2017년 4월 28일, 타오가 SM을 상대로 한 전속 계약 해지 소송에서 패소했다는 기사가 났다.
2017년 10월 27일 항소심에서도 패소했다. 타오는 항소심 판결에 불복, 상고하겠다고 밝혔다.
2018년 3월 16일 소송이 상고심에서 상고가 기각되며 패소가 확정, 이로서 탈퇴 멤버 3명은 모두 SM으로 돌아오고 2022년까지 계약이 유지된다. 타오는 SM에 복귀하는 대신 EXO에서 공식 탈퇴하며, 본명인 황쯔타오로 활동한다.

### 방탄소년단저격 논란
EXO를 탈퇴하고 솔로 활동을 하고 있는 황쯔타오가 이번에는 HYBE 소속 보이그룹 방탄소년단을 저격했다는 이유로 논란이 되었다. 중국의 한 예능 프로에 출연한 황쯔타오는 거리에서 만난 프랑스인과 대화를 하다가 그중 한명이 방탄소년단 멤버 닮은 것 같다고 언급하자 황쯔타오는 혹시 EXO 아냐면서 본인은 EXO 전 멤버였다고 언급했다. 이후 행인들과 작별하자마자 제작진들에게 행인들이 방탄소년단 닮았다고 얘기하는 장면을 편집해 달라고 요구하면서 그 당시 방탄소년단은 우리(EXO)보다 인기가 많지 않았다고 덧붙여 해당 영상을 접한 누리꾼들은 황쯔타오의 행동이 경솔했다며 비판했다.

### 아이유공개 고백 논란
라이브를 통해서 아이유가 자신의 이상형이라며, 아이유와 사귀고 싶다, 자기가 잘해주겠다며 아이유에게 공개 청혼을 한 적이 있다. 그리고 타오는 "그녀가 허락한다면 결혼까지 생각할 수 있다." 라고 말하여 라이브를 보고 있던 타오의 팬들은 무척 실망했으며, 누리꾼들도 타오를 이 사건에 대해 비판하고 있다.

## 학력
- 칭다오타이잔루초등학교
- 칭다오제47중학교
- 칭다오시외교관학교

## 데뷔 이전
- 2010년 MBC 《스타 오디션 위대한 탄생》 중국 예선편
- 2011년 12월 SBS 《가요대전》 (루한, 타오)

## 음반 외 활동

### 방송
- MBC 《스타 다이빙 쇼 스플래시》 (2013년 8월 23일 ~ 2013년 9월 13일)[12]
- MBC every1 《EXO's 쇼타임》 (2013년 11월 28일 ~ 2014년 2월 13일)[13]
- Mnet 《뜨거운 순간 xoxo, EXO》 (2014년 5월 9일 ~ 5월 30일)
- SBS 《정글의 법칙》 in 솔로몬 제도[14]
- Mnet 《EXO 90:2014》 (2014년 8월 15일 ~ 2014년 10월 31일)

### 영화
- 2015년 유 아 마이 선샤인
- 2016년 레일로드 워

### 홍보대사
- 2014년 2월 서울특별시 강남구 홍보대사